# Rastrojero Frontalito F 71
El Rastrojero F71 (denominado popularmente como «Frontalito») es un vehículo comercial ligero manufacturado por las I.A.M.E. en Córdoba, Argentina.
Desarrollado a partir del frontal de la Auto Union, fabricada bajo licencia por IASFSA (Industrias Automotriz Santa Fe Sociedad Anónima), tras el cese de la producción de la misma. Se rediseña para albergar el motor diésel Indenor XD-4.88, el mismo que portaban las camionetas Rastrojero en todas sus versiones contemporáneas y se lleva a cabo su fabricación en I.A.M.E.
Tras 3.276 unidades fabricadas, su producción, al igual que el resto de modelos de I.A.M.E., cesa en 1979 por orden del ministro de economía José Martínez de Hoz.

## Versiones
Hay dos versiones oficiales Camión frontal liviano RD F71 y Microómnibus. Hay otras versiones no oficiales que se modificaron en serie.

### Camión frontal liviano RD F71

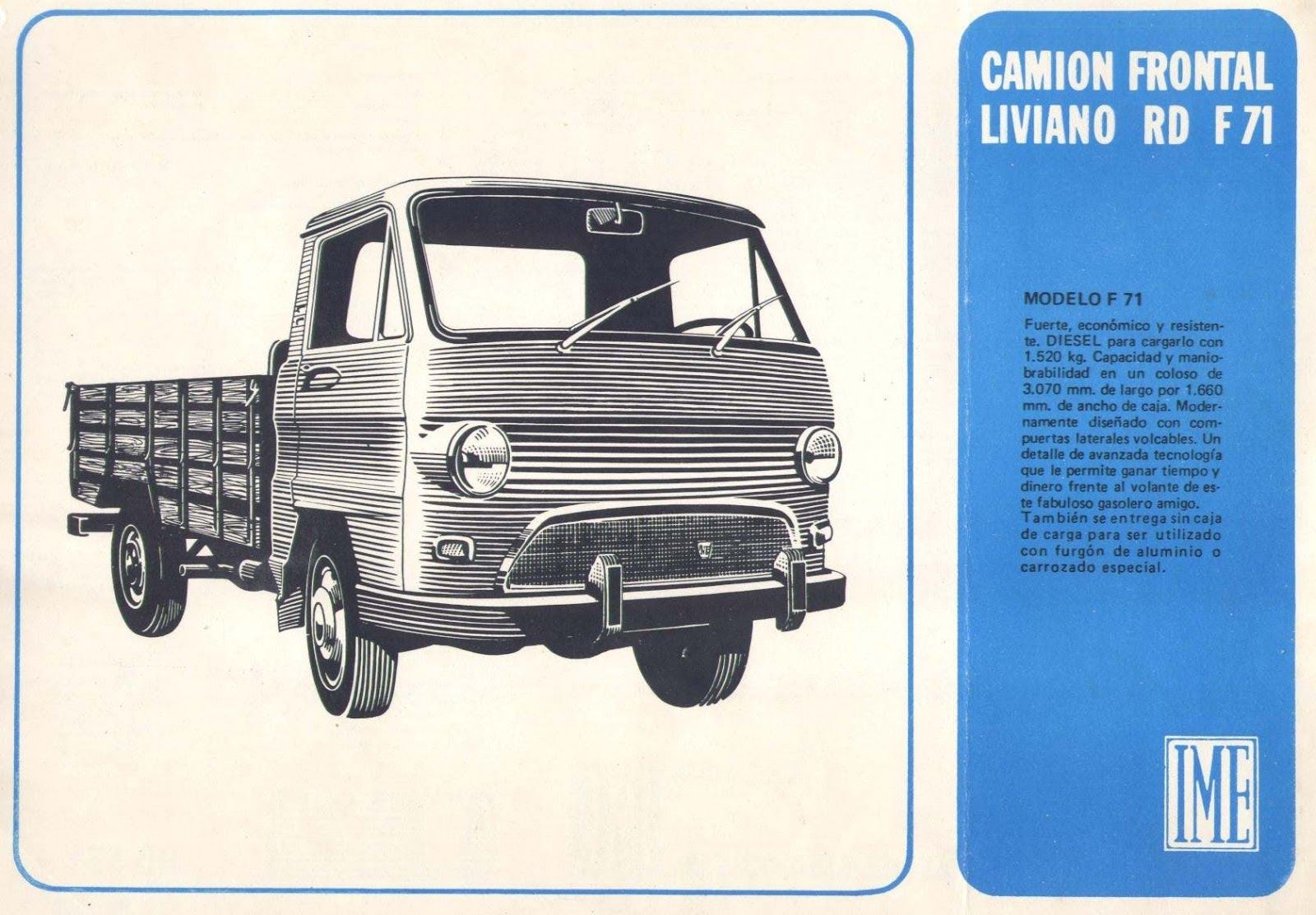
Publicidad del Rastrojero F71 Camión liviano

#### Especificaciones técnicas

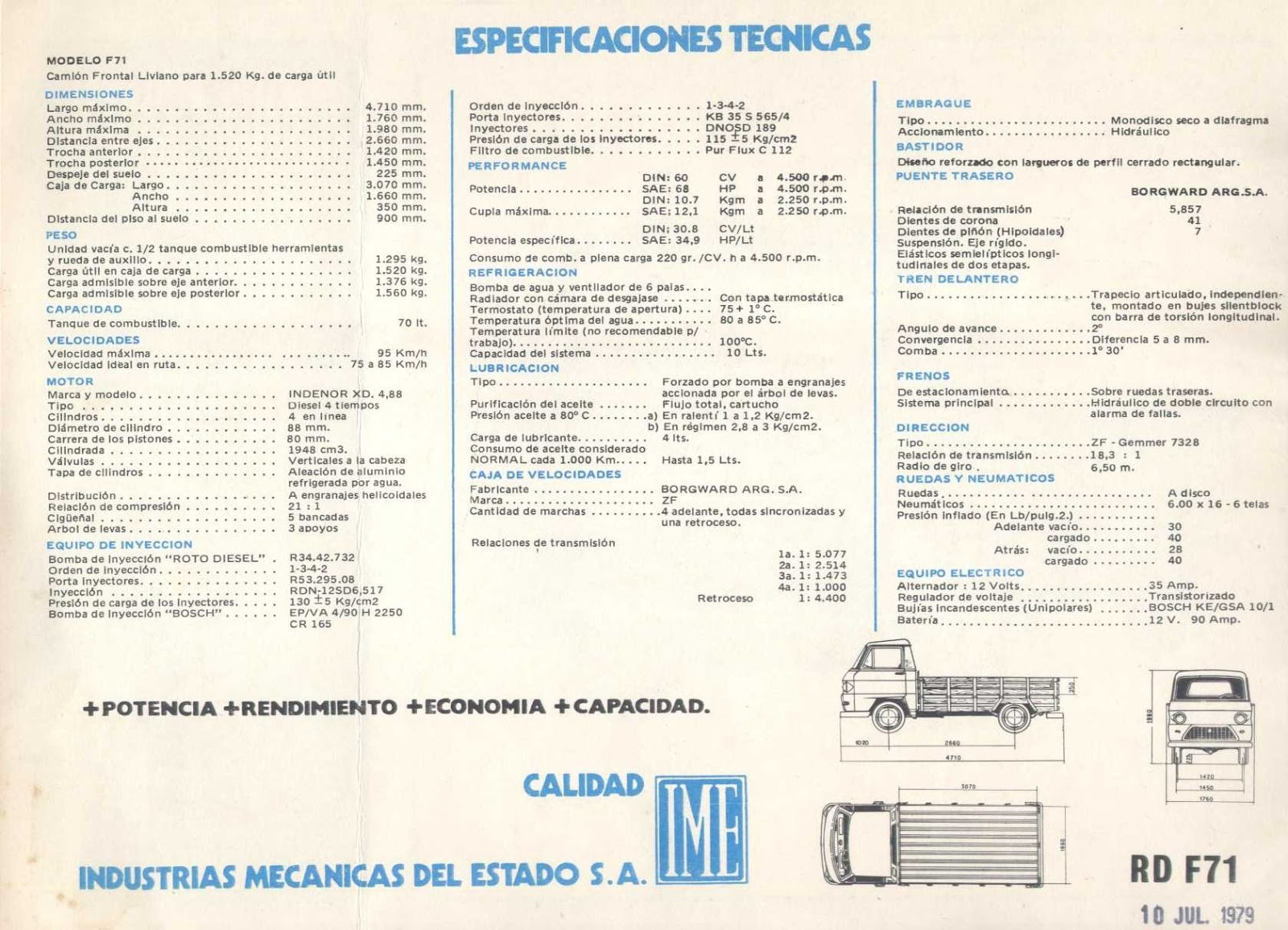

### Microómnibus

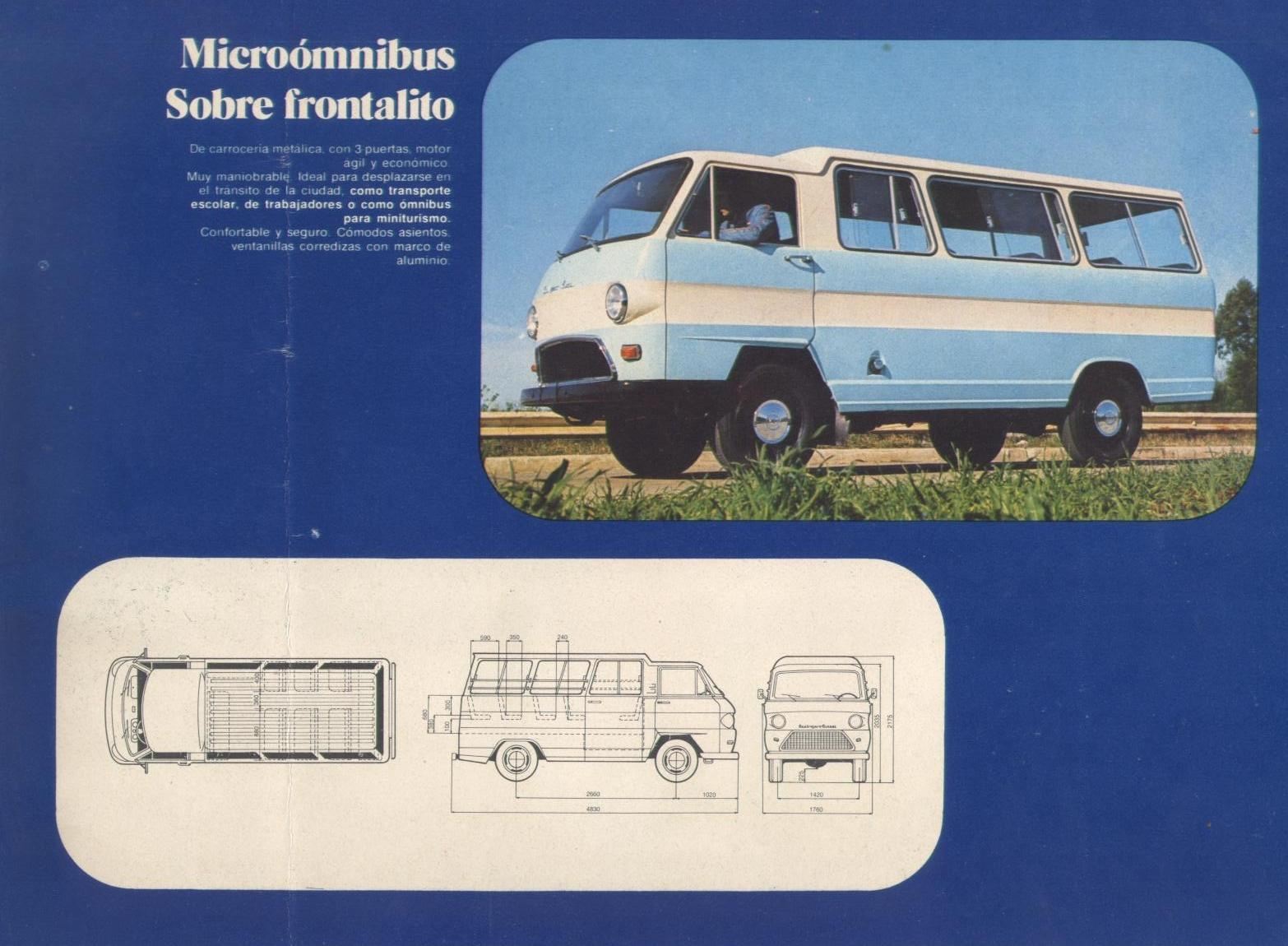
Publicidad del Rastrojero F71 Microómnibus

De carrocería metálica con 3 puertas, motor ágil y económico. Para 12 pasajeros.